# Leyre Romero Gormaz
Leyre Romero Gormaz, née le 6 avril 2002 est une joueuse de tennis espagnole, professionnelle depuis 2021.

## Carrière
Fin 2024, elle remporte en double trois tournois WTA 125 avec sa partenaire italienne Nuria Brancaccio : Ljubljana, Santa Cruz et Charleston.
En mars et avril 2025, elle parvient deux fois, en simple, en finale du tournoi d'Antalya lors de 2 des 3 éditions 2025 de ce tournoi,.

## Palmarès

### Finales en simple dames en WTA 125
| No | Date       | Nom et lieu du tournoi           | Catégorie | Dotation  | Surface      | Vainqueures   | Partenaire | Score    |  |
| -- | ---------- | -------------------------------- | --------- | --------- | ------------ | ------------- | ---------- | -------- |  |
| 1  | 17-03-2025 | Megasaray Hotels Open 1, Antalya | WTA 125   | 115 000 $ | Terre (ext.) | Anca Todoni   | 6-3, 6-2   | Parcours |  |
| 2  | 31-03-2025 | Megasaray Hotels Open 3, Antalya | WTA 125   | 115 000 $ | Terre (ext.) | Solana Sierra | 6-3, 6-4   | Parcours |  |

### Titres en double dames en WTA 125
| No | Date       | Nom et lieu du tournoi                   | Catégorie | Dotation  | Surface      | Partenaire       | Finalistes                        | Score            |          |
| -- | ---------- | ---------------------------------------- | --------- | --------- | ------------ | ---------------- | --------------------------------- | ---------------- | -------- |
| 1  | 09-09-2024 | Zavarovalnica Sava Ljubljana Ljubljana   | WTA 125   | 115 000 $ | Terre (ext.) | Nuria Brancaccio | Lina Gjorcheska Jil Teichmann     | 5-7, 7-5, [10-7] | Parcours |
| 2  | 28-10-2024 | Bolivia Open Santa Cruz                  | WTA 125   | 115 000 $ | Terre (ext.) | Nuria Brancaccio | Aliona Bolsova Valeriya Strakhova | 6-4, 6-4         | Parcours |
| 3  | 18-11-2024 | Fifth Third Charleston 125 II Charleston | WTA 125   | 115 000 $ | Terre (ext.) | Nuria Brancaccio | Kayla Cross Liv Hovde             | 7-66, 6-2        | Parcours |

## Parcours en Grand Chelem

### En simple dames
| Année | Open d'Australie | Open d'Australie | Internationaux de France | Internationaux de France | Wimbledon | Wimbledon      | US Open | US Open          |
| ----- | ---------------- | ---------------- | ------------------------ | ------------------------ | --------- | -------------- | ------- | ---------------- |
| 2023  | —                | —                | Q1                       | Lesley Kerkhove          | Q1        | Raluca Șerban  | Q1      | Kimberly Birrell |
| 2024  | —                | —                | —                        | —                        | Q1        | Renata Zarazúa | Q1      | Alycia Parks     |
| 2025  | Q2               | Anca Todoni      | 2e tour (1/32)           | Liudmila Samsonova       | Q2        | Solana Sierra  |         |                  |

N.B. : à droite du résultat se trouve le nom de l'ultime adversaire.

## Classements WTA en fin de saison
| Année          | 2020 | 2021 | 2022 | 2023 | 2024 |
| Rang en simple | 1032 | 469  | 175  | 304  | 167  |
| Rang en double | –    | 764  | 216  | 277  | 163  |

Source : (en) Classements de Leyre Romero Gormaz sur le site officiel de la Fédération internationale de tennis